# Bythiospeum clessini
Bythiospeum clessini е вид коремоного от семейство Hydrobiidae. Видът е застрашен от изчезване.

## Разпространение
Разпространен е в Германия.